# Jingle
En jingle er en kort, let genkendelig musikstump, der er designet til at blive præsenteret sammen med et produkt/budskab. I en jingle vil der ofte indgå et tekststykke samt afsenderens og produktets navn. Fx ’Ved du, hvad det bedste er … legetøj fra BR’.[kilde mangler]
En jingle bruges i en virksomheds markedsføring,[kilde mangler] og kan være en del af en overordnet lydbranding strategi.
Jingler kan tillige benyttes i forbindelse med shows, radio- og tv-programmer m.v. til markering af særlige forløb i showt/programmet.